# Aquagirl
Aquagirl é o nome de várias personagens fictícias caracterizadas como super heroínas nos quadrinhos e outros meios de comunicação produzidos pela DC Comics.

## Encarnações iniciais

### Lisa Morel
Lisa Morel é introduzida em Adventure Comics #266 (Novembro de 1959) como um dos vários filhos da Atlântida de olhos violeta nascidos incapaz de se adaptar ao mundo aquático. Eles tinham sido enviados para a superfície em botes salva-vidas à prova d'água para que eles possam sobreviver entre terra-moradores, e Lisa tinha sido adoptado pelo cientista Dr. Hugo Morel e sua esposa. Com Aquaman em perigo, água-respiração de Lisa e poderes telepáticos despertar; Ela torna-se um traje idêntico ao Aquaman de, assume o nome de "Aquagirl" e luta ao lado dele. No entanto, seus poderes recém-descobertos são de curta duração, e ela perde-los permanentemente. Esta é a primeira e última aparição do personagem.

### Selena
Selena é uma jovem Poseidonis adolescente que temporariamente se junta a Aquaman, sob o nome "Aqua-Girl" em World's Finest Comics #133 (Maio de 1963) para fazer cíume em seu ex-namorado; ela consegue, fazendo cíumes em Aqualad de seu status temporário como ajudante de Aquaman também. Esta é a primeira e última aparição do personagem.

## Tula
Tula é introduzida em Aquaman Vol. 1 #33 (Maio-Junho de 1967). Depois de perder seus pais logo após o seu nascimento, ela tinha sido encontrada e adotada por uma das famílias reais da Atlantis. Dado o título de Princesa Poseidonis, Tula é educado na tradição da Atlântida, e nunca deixa o palácio real até que ela conhece Aqualad (Garth) aos 15 anos nesta edição.
Tula às vezes ajuda Aqualad com missões durante seu tempo com os Novos Titãs originais, usando o nome Aquagirl. Quando Aquaman deixa seu trono para procurar sua esposa então ausente Mera , Narkran assume Atlantis como um ditador. Seu reinado cai somente quando Tula lidera uma rebelião contra ele. Tula e Garth retomar seu romance quando ele retorna ao Atlantis, e depois aparecer na série 1980 avivamento New Teen Titans para ajudar os Titãs na derrubada do H.I.V.E..